# Cryptothelea gloverii
Cryptothelea gloverii är en fjärilsart som beskrevs av Alpheus Spring Packard 1869. Cryptothelea gloverii ingår i släktet Cryptothelea och familjen säckspinnare. Inga underarter finns listade i Catalogue of Life.

## Bildgalleri

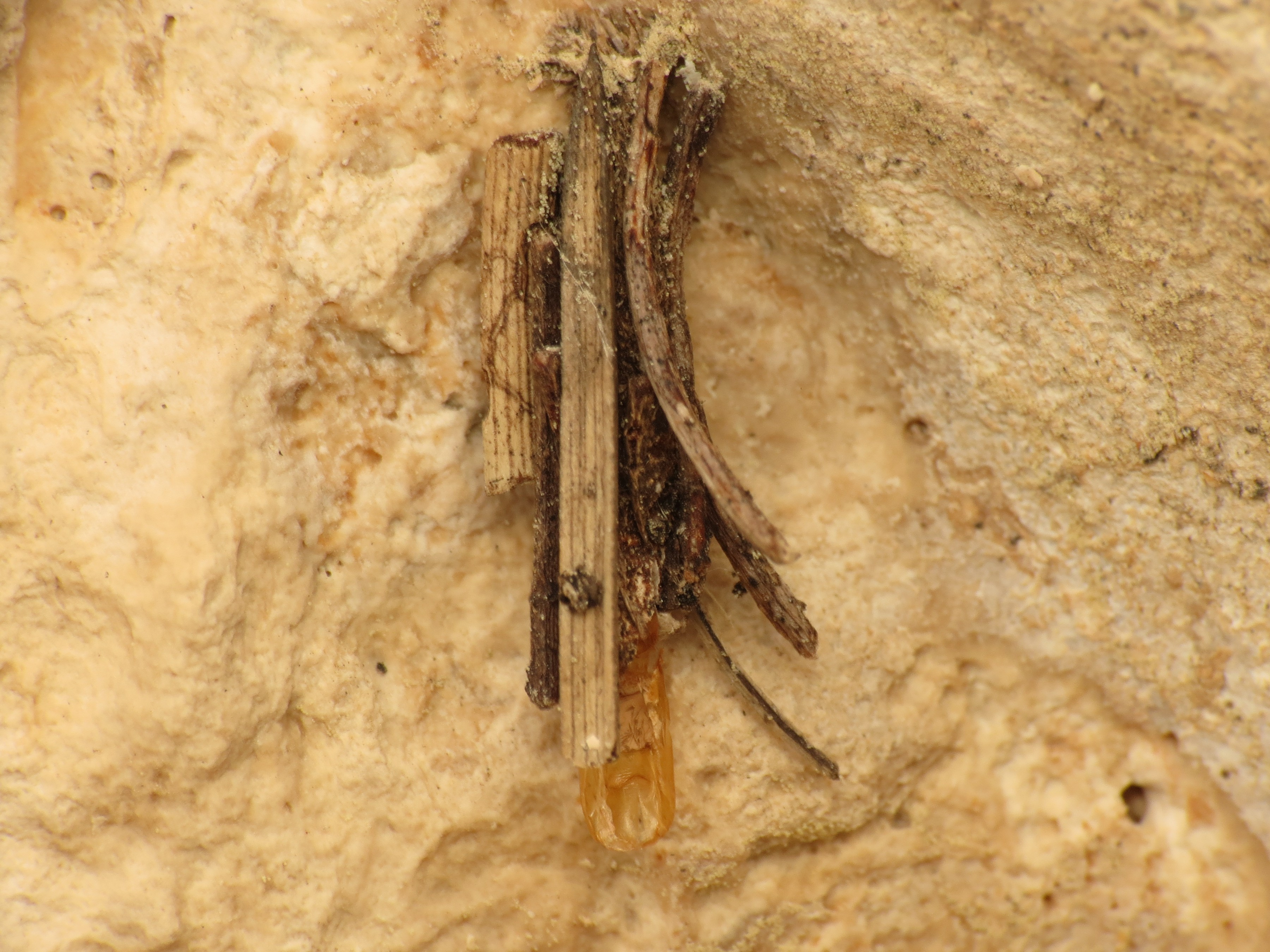
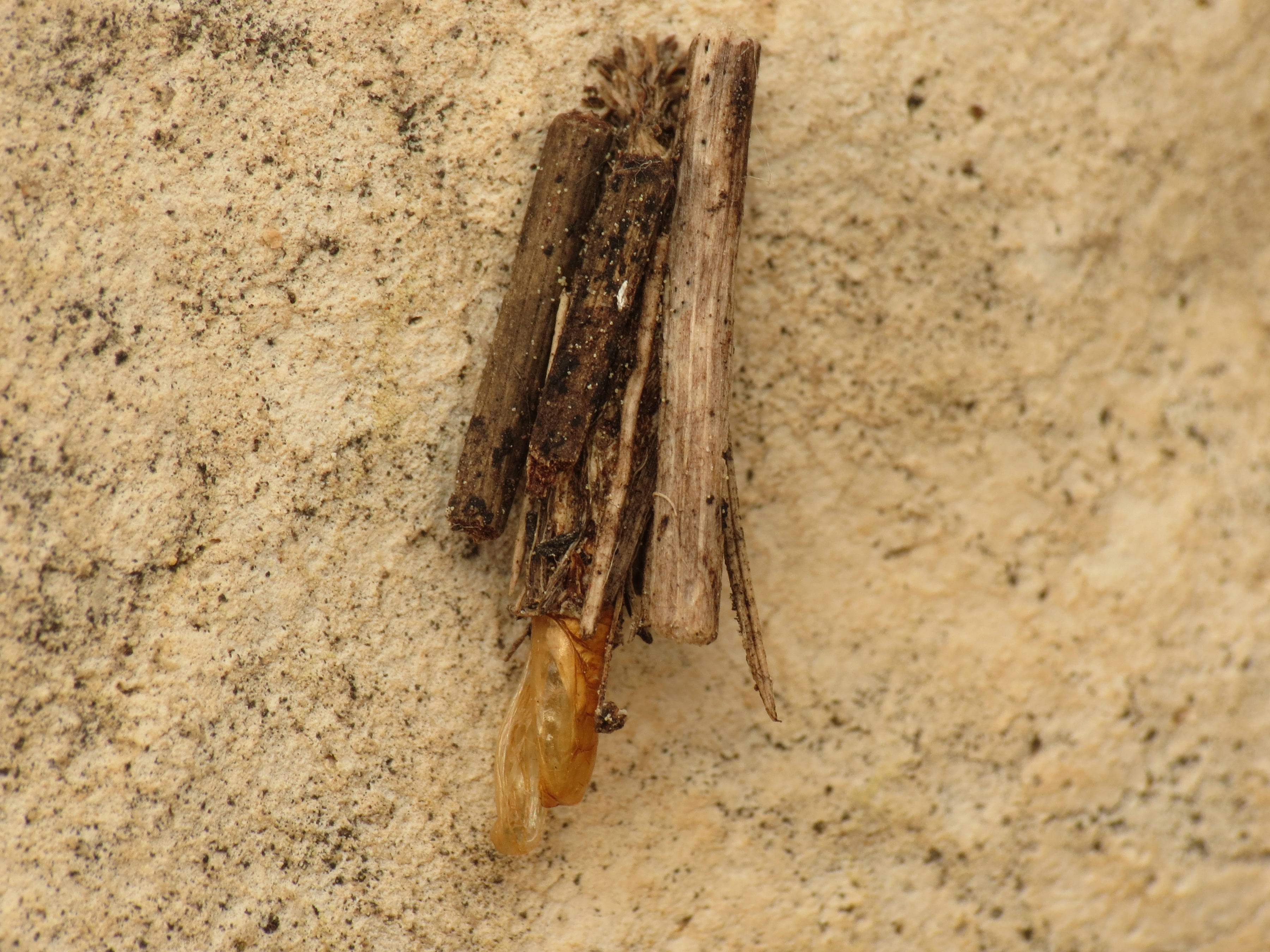